# Kid Creole & the Coconuts

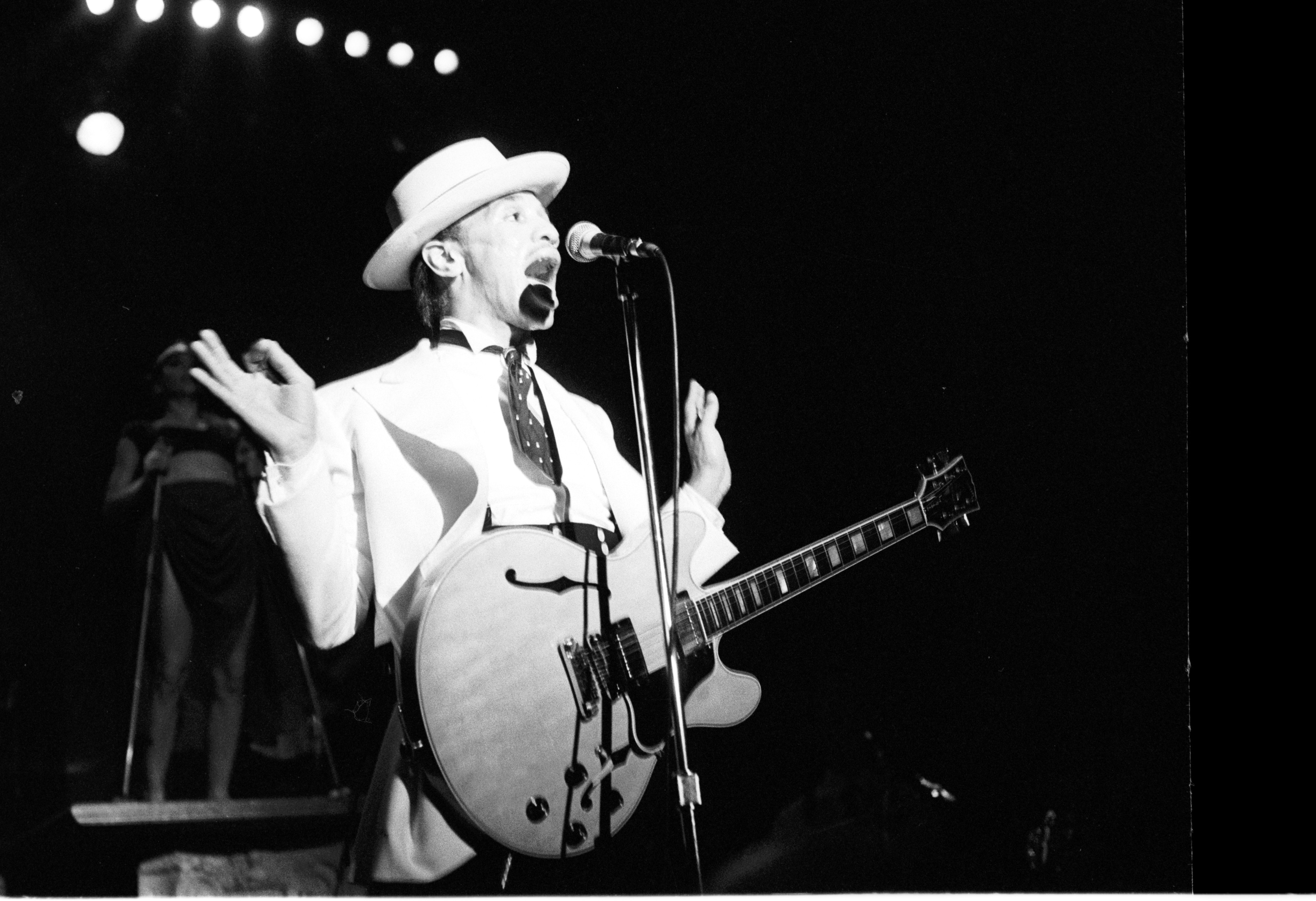
August Darnell aka Kid Creole bei einem Konzert in Deauville (1987)

Kid Creole & The Coconuts sind eine US-amerikanische Band, die eine Vielfalt musikalischer Stile spielt. Wichtigste Elemente sind Swing, lateinamerikanische bzw. karibische Musik, Soul und Disco. Ihre erfolgreichste Phase hatte die Band in den 1980er Jahren, als sie einige Hits in europäischen und US-amerikanischen Charts hatte.

## Darnells frühe Jahre
Gründer der Band ist August Darnell (eigentlich Thomas August Darnell Browder, * 12. August 1950 in New York). Darnells musikalische Karriere begann bereits in den 1960ern, erste Erfolge feierte er mit Dr. Buzzard’s Original Savannah Band, die er gemeinsam mit seinem Bruder Stony Browder gegründet hatte: Die Savannah Band spielte regelmäßig in der New Yorker Szene-Diskothek Studio 54 und hatte 1976 einen Nr.-1-Hit in den US-amerikanischen Dance-Charts mit der Single „Cherchez La Femme“. Das Debüt-Album erreichte Platz 22 in den Album-Charts und wurde vergoldet, weitere Erfolge blieben allerdings aus und die Band löste sich auf.
Darnell wechselte zunächst zur kurzlebigen Disco-Formation Machine, die zwei LPs veröffentlichte und mit „There But For The Grace Of God Go I“ einen kleineren Hit hatte (#77 in den US-Charts). Zusammen mit Andy Hernandez, dem Keyboarder der Savannah Band, gründete er daraufhin Kid Creole & The Coconuts. Seine Idee war, eine Band aufzubauen, die nach dem Vorbild der Big Bands, vor allem der von Cab Calloway, auch Revue- und Show-Elemente aufnehmen sollte. Zusammen mit Hernandez, seiner Frau Adriana Kaegi und dem Arrangeur Peter Schott entwickelte er eine Reihe fiktiver Gestalten, die in den Bühnenshows feste Rollen übernehmen sollten. Hauptfigur war der von Darnell verkörperte Kid Creole (den Namen entlehnte er Elvis Presleys Film King Creole), laut Darnell „eine überlebensgroße Hauptfigur in einem multirassischen, multikulturellen musikalischen Karneval“. Hernandez übernahm die Rolle des komischen Sidekicks Coati Mundi. Kaegi übernahm Leitung, Choreographie und Kostümdesign der Coconuts, eines Ensembles von drei Background-Sängerinnen und -Tänzerinnen. Zu den festen Mitgliedern der Band gehörte anfangs auch der jamaikanische Schlagzeuger Winston Grennan, der zur Kernbesetzung des berühmten Studio One gehörte und mit Bob Marley und Jimmy Cliff zusammen gespielt hatte.
Das Szene-Label Ze Records veröffentlichte 1980 die LP Off The Coast Of Me. Sie erhielt gute Kritiken, war aber kein kommerzieller Erfolg. Besser verkaufte sich das zweite Album Fresh Fruit In Foreign Places, das von der Kritik gefeiert wurde und die unteren Plätze der US-amerikanischen und britischen Charts erreichte. Begleitet wurde das Album von einer erfolgreichen Off-Broadway-Theaterproduktion. 1981 kletterte „Me No Pop I“ (offiziell unter dem Namen Coati Mundi veröffentlicht) in die Top 40 der britischen Single-Charts.

## Die Band auf Erfolgskurs
Größter Erfolg des Ensembles wurde 1981 das dritte Album Tropical Gangsters, das in den britischen LP-Charts Platz 3 erreichte und drei Top-10-Singles enthielt: „I’m A Wonderful Thing, Baby“ (#4), „Annie, I’m Not Your Daddy“ (#2) und „Stool Pigeon“ (#7). In den USA erschien die LP unter dem Titel Wise Guy und kletterte bis auf Platz 145. Im selben Jahr traten Kid Creole & The Coconuts im Rockpalast auf, was die Band auch einem deutschen Publikum bekannt machte. Auch in den Benelux-Staaten und in Frankreich waren Kid Creole & The Coconuts erfolgreich. Darnell produzierte anschließend ein Spin-off-Album für die Coconuts (Don’t Take My Coconuts), das zwar als LP ein Flop wurde, aber mit „Did You Have To Love Me Like You Did“ und dem Titelsong zwei kleinere Hits erhielt. Coati Mundi veröffentlichte eine LP unter eigenem Namen, die aber ebenfalls kein kommerzieller Erfolg war. Ein weiteres Nebenprojekt unter dem Namen Elbow Bones & The Racketeers hatte dafür mit dem Song „A Night In New York“ einen Top-40-Hit in Großbritannien. 1983 erschien mit Doppelganger das vierte Album der Band, das in Großbritannien Platz 21 erreichte, an den Erfolg des Vorgängers aber nicht anschließen konnte. Von den nachfolgenden LPs konnte sich nur noch der Best-Of-Sampler Cre-Olè in den Charts platzieren (Platz 21 in Großbritannien).

## Das Kid-Creole-Projekt nach 1985
Die Band hatte in den folgenden Jahren noch einige kleinere Hits, etwa mit „My Male Curiosity“ aus dem Soundtrack zum Film Gegen jede Chance (in dem die Band auch auftrat), „Hey Mambo“ (mit Barry Manilow), oder dem von Prince komponierten „The Sex Of It“. 1985 ließen sich Darnell und Kaegi scheiden, traten aber in den folgenden Jahren noch gelegentlich gemeinsam auf. Kid Creole & The Coconuts haben zwar seit 1997 keine neue Studio-LP mehr veröffentlicht, die Band ist aber noch live zu sehen, vor allem in Großbritannien. Hernandez verließ die Band 1989 und arbeitet – oft unter seinem Künstlernamen Coati Mundi – mittlerweile als Schauspieler, Film- und Spielekomponist sowie als Sound Designer. Er produzierte u. a. das zweite Album der deutschen Band Palais Schaumburg, Lupa.
Am 9. September 2011 veröffentlichte Kid Creole nach über zehn Jahren sein neues Studioalbum „I Wake Up Screaming“. Aufgenommen in seinem Studio in Stockholm, beinhaltet das Album auch Produktionen aus der gemeinsamen Zusammenarbeit mit Andy Butler von Hercules & Love Affair.

## Diskografie

### Alben
| Jahr | Titel                                           | Höchstplatzierung, Gesamtwochen, AuszeichnungChartplatzierungen (Jahr, Titel, Platzierungen, Wochen, Auszeichnungen, Anmerkungen) | Höchstplatzierung, Gesamtwochen, AuszeichnungChartplatzierungen (Jahr, Titel, Platzierungen, Wochen, Auszeichnungen, Anmerkungen) | Höchstplatzierung, Gesamtwochen, AuszeichnungChartplatzierungen (Jahr, Titel, Platzierungen, Wochen, Auszeichnungen, Anmerkungen) | Höchstplatzierung, Gesamtwochen, AuszeichnungChartplatzierungen (Jahr, Titel, Platzierungen, Wochen, Auszeichnungen, Anmerkungen) | Anmerkungen                            |
| Jahr | Titel                                           | DE | CH | UK | US | Anmerkungen                            |
| ---- | ----------------------------------------------- | --- | --- | --- | --- | -------------------------------------- |
| 1981 | Fresh Fruit In Foreign Places                   | — | — | UK99 (1 Wo.)UK | US180 (2 Wo.)US |                                        |
| 1982 | Tropical Gangsters                              | DE18 (31 Wo.)DE | — | UK3 Platin · (40 Wo.)UK | US145 (12 Wo.)US | In den USA als Wise Guy veröffentlicht |
| 1983 | Doppelganger                                    | DE54 (6 Wo.)DE | — | UK21 (6 Wo.)UK | — |                                        |
| 1984 | Cre-Olè – The Best Of Kid Creole & The Coconuts | — | — | UK21 (7 Wo.)UK | — |                                        |
| 1990 | Private Waters In The Great Divide              | — | CH39 (1 Wo.)CH | — | — |                                        |

grau schraffiert: keine Chartdaten aus diesem Jahr verfügbar
Weitere Alben
- 1980: Off The Coast Of Me
- 1983: Don’t Take My Coconuts (The Coconuts)
- 1983: Little Coati Mundi The Former 12 Year Old Genius (Coati Mundi)
- 1985: In Praise Of Older Women And Other Crimes
- 1987: I, Too, Have Seen The Woods
- 1991: You Shoulda Told Me You Were
- 1992: Kid Creole Redux
- 1993: KC2 Plays KC2
- 1993: The Best Of Kid Creole & The Coconuts
- 1995: To Travel Sideways
- 1995: Kiss Me Before The Light Changes
- 1996: Haiti
- 1997: The Conquest Of You
- 2000: Oh! What A Night
- 2000: Wonderful Thing
- 2001: Too Cool To Conga!
- 2008: Going Places: The August Darnell Years 1976-1983
- 2009: Anthology Vols 1&2
- 2011: I Wake Up Screaming

### Singles
| Jahr | Titel Album                                                                   | Höchstplatzierung, Gesamtwochen, AuszeichnungChartsChartplatzierungen (Jahr, Titel, Album, Platzierungen, Wochen, Auszeichnungen, Anmerkungen) | Anmerkungen |
| Jahr | Titel Album                                                                   | UK | Anmerkungen |
| ---- | ----------------------------------------------------------------------------- | --- | ----------- |
| 1981 | Me No Pop I Mutant Disco: A Subtle Discolation of the Norm                    | UK32 (7 Wo.)UK |             |
| 1982 | I’m a Wonderful Thing, Baby Tropical Gangsters/Wise Guy                       | UK4 (11 Wo.)UK |             |
| 1982 | Stool Pigeon Tropical Gangsters/Wise Guy                                      | UK7 (9 Wo.)UK |             |
| 1982 | Annie, I’m Not Your Daddy Tropical Gangsters/Wise Guy                         | UK2 (9 Wo.)UK |             |
| 1982 | Dear Addy Fresh Fruit in Foreign Places                                       | UK29 (7 Wo.)UK |             |
| 1983 | There’s Something Wrong in Paradise Doppelganger                              | UK35 (6 Wo.)UK |             |
| 1983 | The Lifeboat Party Doppelganger                                               | UK49 (5 Wo.)UK |             |
| 1984 | My Male Curiosity Against All Odds O.S.T.                                     | UK83 (5 Wo.)UK |             |
| 1984 | Don’t Take My Coconuts Cre~Olé - The Best of Kid Creole and the Coconuts      | UK86 (4 Wo.)UK |             |
| 1985 | Endicott In Praise of Older Women and Other Crimes                            | UK80 (3 Wo.)UK |             |
| 1990 | The Sex of It Private Waters in the Great Divide                              | UK29 (5 Wo.)UK |             |
| 1993 | I’m a Wonderful Thing, Baby Cre~Olé – The Best of Kid Creole and the Coconuts | UK60 (2 Wo.)UK |             |

## Auszeichnungen für Musikverkäufe
| Goldene Schallplatte - Niederlande - 1982: für das Album Tropical Gangsters |

Anmerkung: Auszeichnungen in Ländern aus den Charttabellen bzw. Chartboxen sind in ebendiesen zu finden.
| Land/RegionAuszeichnungen für Musikverkäufe (Land/Region, Auszeichnungen, Verkäufe, Quellen) | Gold  | Platin  | Verkäufe | Quellen   |
| -------------------------------------------------------------------------------------------- | ----- | ------- | -------- | --------- |
| Niederlande (NVPI)                                                                           | Gold1 | —       | 45.000   | nvpi.nl   |
| Vereinigtes Königreich (BPI)                                                                 | —     | Platin1 | 300.000  | bpi.co.uk |
| Insgesamt                                                                                    | Gold1 | Platin1 |          |           |